# Hånäset
Hånäset är en by i Malungs socken i Malung-Sälens kommun belägen vid sjön Öjen. 2013 fanns det cirka 25 bofasta i Hånäset. Ljungkiosken är ett café som också finns i Hånäset och där bredvid brukar det spraka en eld på valborgsmässoafton.

## Historia
1892−1934 gick järnvägen mellan Brintbodarna och Malung genom Hånäset, där Öje station var belägen.
Under järnvägsepoken var Hånäset en relativt stor by, då skola, affär, bageri, tjärfabrik, kolmila och sågverk fanns i byn. Skolan öppnades år 1917 i det förstbyggda huset i Hånäset, sedan flyttades den till Öje villa vid järnvägsstationen i Hånäset.